# Jamie Hopcutt
 (décembre 2017).
 (décembre 2017).
Jamie Hopcutt, né le 23 juin 1992, est un footballeur anglais. Il évolue au poste d'attaquant.

## Biographie
Hopcutt commence sa carrière à York City chez les jeunes, avant de signer un contrat en 2010. Il est successivement prêtés dans des clubs de divisions inférieures anglaises avant de signer pour l'Ossett Town AFC puis un an plus tard pour le Tadcaster Albion AFC.
En décembre 2011, Hopcutt est transféré à l'Östersunds FK, alors en troisième division suédoise. Après deux montée, il fait ses débuts en première division suédoise contre l'Hammarby IF en remplaçant Gabriel Somi à la 58e minute. À la 82e minute du match, Hopcutt subit une double fracture du tibia, l'excluant ainsi pour le reste de la saison.
En mai 2017, lui et le club se qualifient pour la finale de la Coupe de Suède qu'ils remporteront.
Grâce à cette victoire, il effectue lors de cette même année ses débuts en Ligue Europa.

## Palmarès
- Vainqueur de la Coupe de Suède en 2017 avec l'Östersunds FK